# Culture à Lille

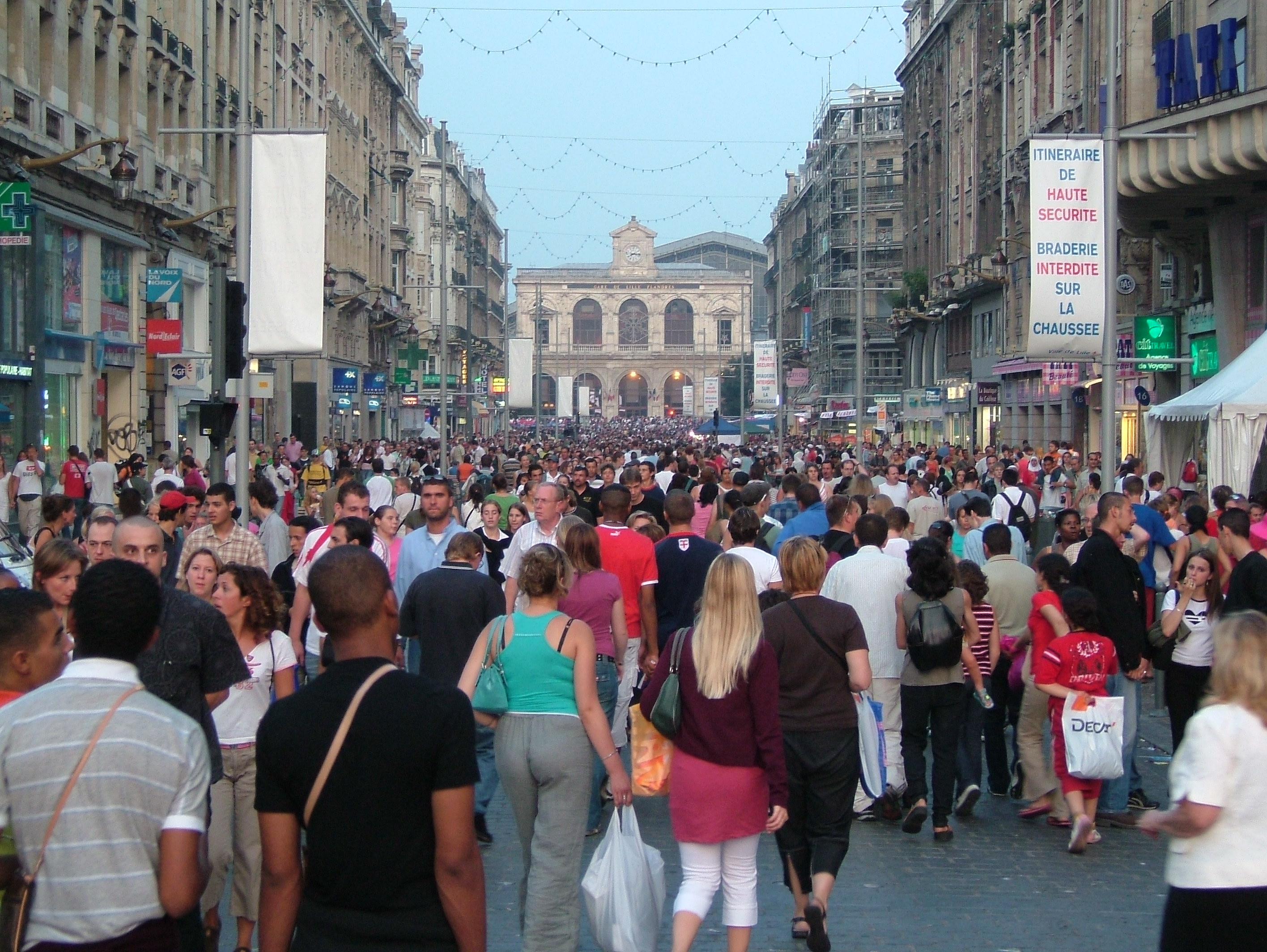
Braderie de Lille 2005, rue Faidherbe

Lille, ville principale de l'une des principales aires urbaines de France dispose d'une vie culturelle riche et diversifiée.

## Faits notables
- 1127 : la première Braderie de Lille, plus grand marché aux puces d'Europe, qui aujourd'hui rassemble entre deux et trois millions de visiteurs.
- Créé par Jean-Claude Casadesus en 1976, le célèbre Orchestre National de Lille, dont le chef musical est aujourd'hui Alexandre Bloch, donne plus de 100 concerts par an.
- Durant toute l’année 2004 Lille fut la Capitale européenne de la culture, titre qu’elle partagea avec la ville de Gênes en Italie. Cet événement est le point de départ d'une biennale culturelle, Lille 3000 en est la continuité.
- En septembre 2004, Lille a reçu le label « Ville d’Art et d’Histoire »
- Depuis 2005, le festival Paysages électroniques est consacré chaque année aux musiques électroniques et à la création digitale.
- Depuis 2006 se tient le Lille Comics Festival qui accueille des passionnés européens de comics.
- De fin 2006 à début 2007, la manifestation Bombayser de Lille (Lille 3000) a regroupé un grand nombre d'évènements culturels (expositions, concerts etc.) en rapport avec l'Inde.
- Le festival international Séries Mania s'est installé à Lille depuis 2018.

## Musées

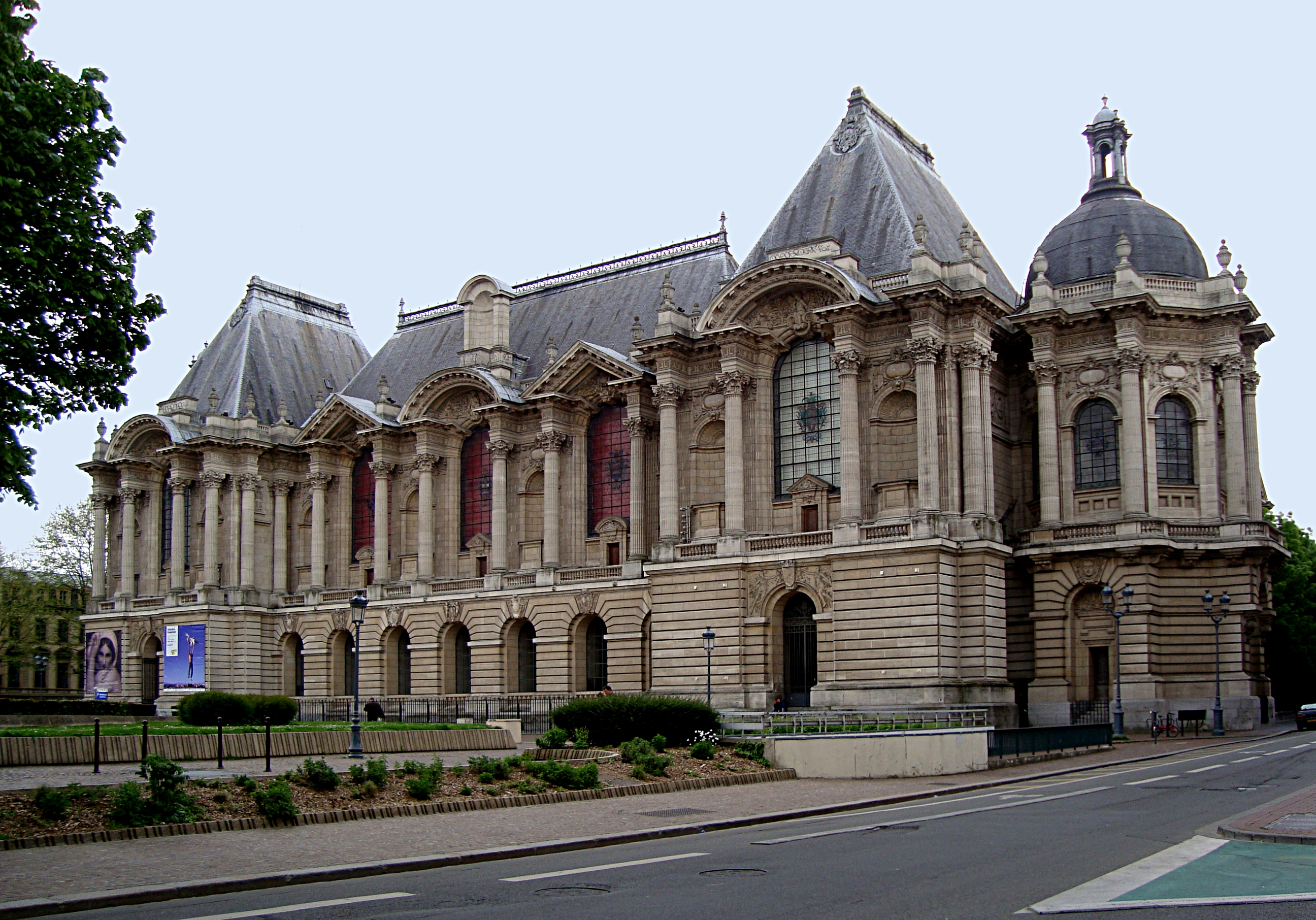
Le Palais des beaux-arts

Le Palais des beaux-arts de Lille est considéré comme le second musée des beaux-arts de France en nombre d'œuvres exposées, après le palais du Louvre. Il contient une collection de peintures qui présente de nombreuses œuvres d'artistes majeurs, notamment Brueghel, Rubens, Antoine van Dyck, Francisco de Goya, Jacob Jordaens, Jean Siméon Chardin, Jacques Louis David, Eugène Delacroix, Gustave Courbet, Édouard Manet, Pablo Picasso. Il contient également un cabinet de dessins, une galerie de sculptures, une collection de céramiques, une quinzaine de plans en relief de villes fortifiées du nord de la France et de Belgique et une collection numismatique.
Situé rue de la Monnaie, dans le Vieux-Lille, l'Hospice Comtesse abrite également un musée consacré à la vie dans les Flandres du Moyen Âge à la Révolution. Il présente une collection de peintures, principalement flamandes, et de nombreux meubles et objets d'époque (céramiques, orfèvrerie lilloise, tapisseries, etc.).
Installé dans un ancien couvent, rue des Canonniers, le musée des canonniers retrace l'histoire militaire de la ville et en particulier celle de ses nombreux sièges. Le musée présente des objets militaires mais aussi des témoignages de la vie quotidienne des canonniers sédentaires de la ville.
Fondé en 1816, le Muséum d'histoire naturelle de Lille présente quatre grandes collections : zoologique, géologique, industrielle et ethnographique. Il présente également en moyenne deux expositions temporaires par an.
La Maison natale de Charles de Gaulle, située rue Princesse, a été transformée en musée en 1983. Il comporte deux parties séparées par une cour-jardin : le logis familial et la « Fabrique d'histoire ». La première permet au visiteur de se situer à l'époque de la naissance de Charles de Gaulle ; la seconde, installée dans l'ancienne fabrique de tulle de son grand-père maternel, est aménagée en centre culturel.
À côté de ces collections permanentes, Lille possède plusieurs lieux d'expositions temporaires, comme le Tri Postal, le Palais Rameau, l'église Sainte-Marie-Madeleine, les Maisons Folies de Wazemmes et de Moulins ou, tout récemment, la Gare Saint-Sauveur.

### Liste des musées
- Le palais des beaux-arts de Lille

Il contient une collection de peintures qui présente de nombreuses œuvres d'artistes majeurs, notamment Brueghel[Lequel ?], Rubens, Antoine van Dyck, Francisco de Goya, Jacob Jordaens, Jean Siméon Chardin, Jacques Louis David, Eugène Delacroix, Gustave Courbet, Édouard Manet, Pablo Picasso. Il contient également un cabinet de dessins, une galerie de sculptures, une collection de céramiques et une quinzaine de plans en relief de villes fortifiées du nord de la France et de Belgique.
- Le musée de l'Hospice Comtesse

Le musée de l'hospice Comtesse est consacré à la vie dans les Flandres du Moyen Âge à la Révolution. Il présente une collection de peintures et de nombreux objets d'époque. Le musée en lui-même est un bâtiment dont les origines remontent à 1237.
- Le musée des canonniers

Installé dans un ancien couvent, le musée des canonniers retrace l'histoire militaire de la ville et en particulier celle de ses nombreux sièges. Le musée présente des objets militaires mais aussi des témoignages de la vie quotidienne des Canonniers Sédentaires de la ville.
- Le musée d’histoire naturelle

Fondé en 1816, le musée d'histoire naturelle et de géologie présente 4 grandes collections : zoologique, géologique, industrielle et ethnographique. Il présente également en moyenne deux expositions temporaires par an.
- Le musée de l'Institut Pasteur

Le Musée de l'Institut Pasteur retrace la vie et l'œuvre de Louis Pasteur, d'Albert Calmette et de Camille Guérin. Le bâtiment est un ancien dispensaire créé en 1901 par Albert Calmette.
- La maison natale de Charles de Gaulle

Le musée comporte deux parties séparées par une cour-jardin : le logis familial et la "Fabrique d'histoire". La première permet au visiteur de se situer à l'époque de la naissance de Charles de Gaulle ; la seconde, installée dans l'ancienne fabrique de tulle de son grand-père maternel, est aménagée en centre culturel.
- Le Centre d'art sacré contemporain

Situé dans la crypte moderne de la cathédrale Notre-Dame-de-la-Treille, le Centre d'art sacré contemporain présente des œuvres de la collection Delaine sur le thème de la Passion.
- L'Écomusée des Écoles Publiques de Lille

Situé dans l'ancienne école Récamier, au 4 de la rue Frédéric Mottez, il reconstitue une salle de classe des années 1930. Dans une pièce adjacente, la bibliothèque du musée contient une collection d'ouvrages d'école.

## Bibliothèques

### Médiathèque Jean Lévy

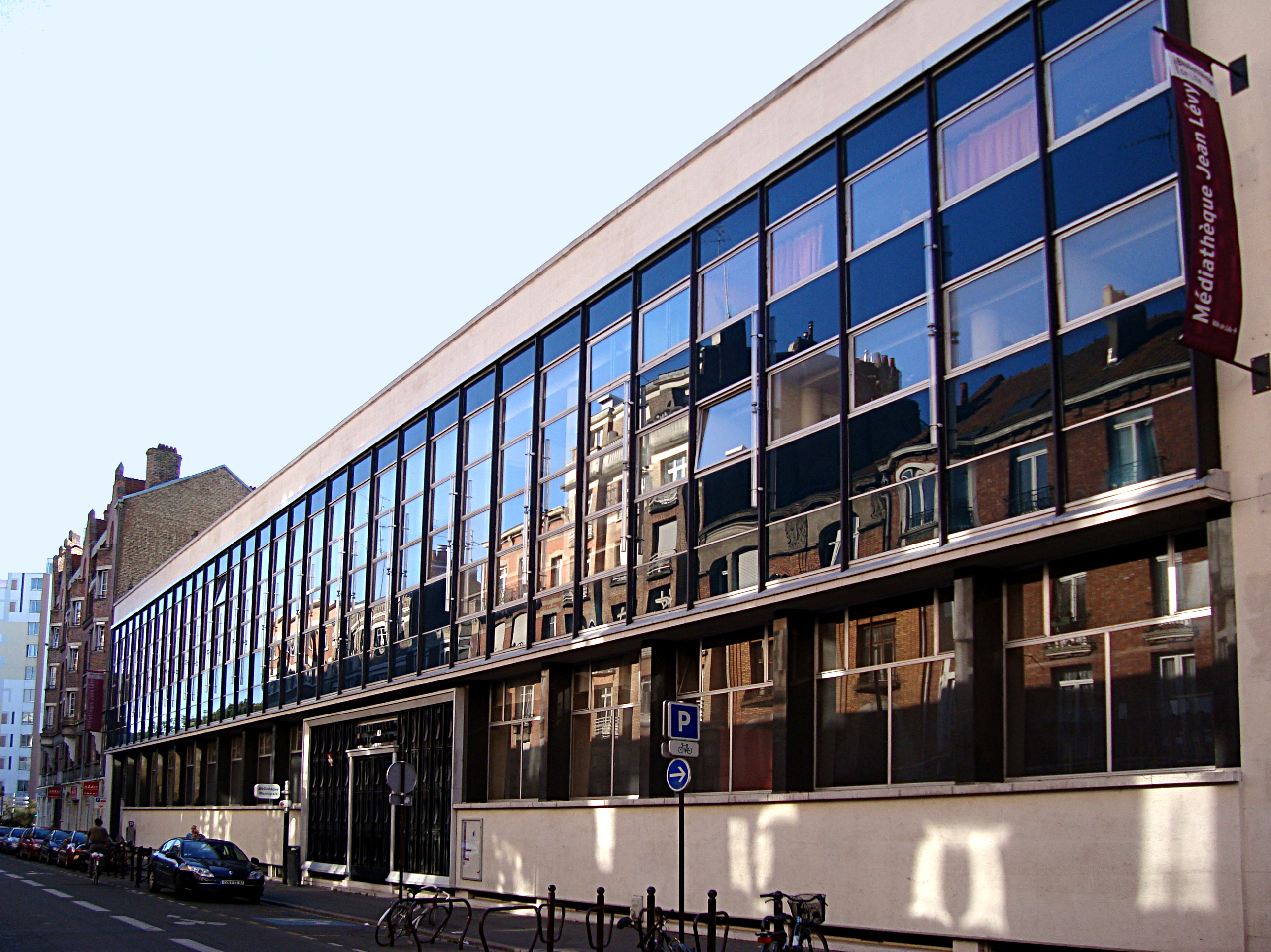
La médiathèque Jean Lévy

La médiathèque Jean Lévy est le principal établissement du réseau de bibliothèques de Lille. Inaugurée en 1965 et récemment rénovée, c'est tout à la fois une bibliothèque de lecture publique et de prêt, une bibliothèque d'étude (650 000 documents imprimés et 11 000 titres périodiques sont accessibles sur place) et une bibliothèque de conservation (manuscrits, incunables, livres anciens, photographies, estampes, affiches, etc.) Le fonds est notamment l'héritier de la bibliothèque du chapitre de la collégiale Saint-Pierre constituée à partir du XIVe siècle. Il se caractérise aussi par des collections particulières comme le fonds musical, le fonds japonais et chinois, les fonds de biographies et portraits, d'étiquettes de fil, d'images pieuses et de chansons de carnaval. La médiathèque Jean Lévy assure également la collecte du dépôt légal régional qui recueille la production imprimée des départements du Nord et du Pas-de-Calais.

### Établissements municipaux
Le réseau de la bibliothèque municipale est complété par sept bibliothèques de quartier dont la première a été ouverte en 1971 et la dernière en 2003.
Les archives municipales sont par ailleurs accessibles à l'hôtel de ville, où une salle de lecture est mise à disposition. Elle possède un fonds qui s'étend du XIIIe siècle à nos jours et qui comprend en particulier des actes de catholicité et d'état-civil, des comptes rendus de conseils municipaux, des plans et cartes, des permis de construire.

### Centre d'arts plastiques et visuels
Le Centre d'arts plastiques et visuels de la Ville de Lille détient également un fonds spécialisé en arts plastiques, histoire de l'art, peinture, sculpture, dessin, arts graphiques, photographies et nouveaux médias. Ce fonds documentaire met à disposition plus de 3 000 ouvrages (monographies d’artistes du XIVe siècle à nos jours, écrits sur l’art, catalogues d’expositions, etc.), 42 titres de revues (revues spécialisées et magazines de l’actualité artistique) ainsi que 400 DVD (cinéma d’animation, documentaires, vidéo art, etc.)

## Théâtres et salles de spectacle
Le premier théâtre lillois, la Comédie, a été inauguré en 1702. Il possédait une troupe permanente et donnait quatre représentations hebdomadaires. En 1741, Voltaire y assistera à la première de Mahomet. Jugé insuffisant, un édifice plus vaste, la nouvelle comédie, est construit sur les plans de l'architecte lillois Michel-Joseph Lequeux. Inauguré en 1787, il sera détruit par un incendie en 1903.

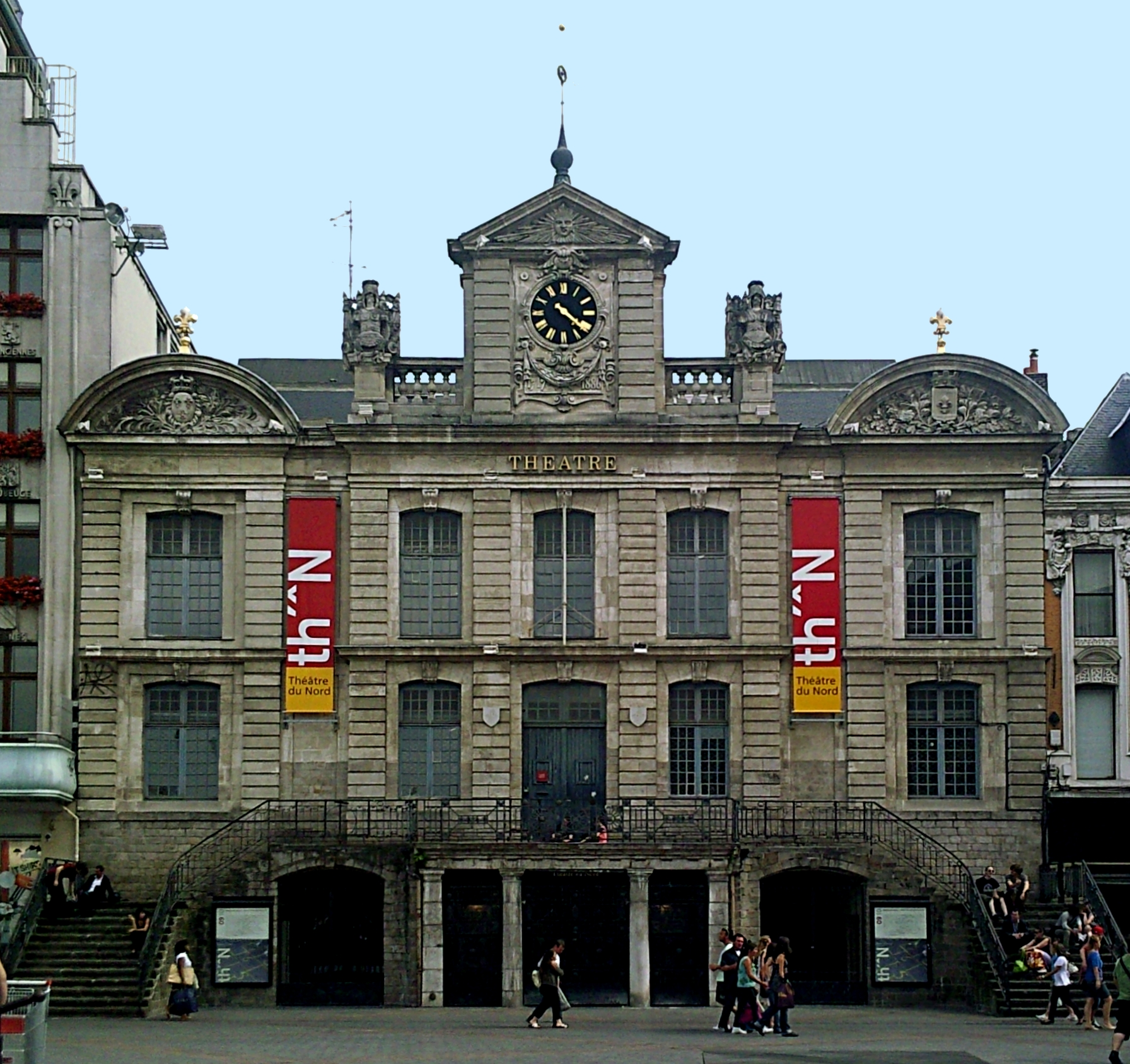
Le théâtre du Nord

Aujourd'hui, le Théâtre du Nord, centre dramatique national situé sur la Grand-Place, est installé dans un édifice érigé en 1717 qui servait alors de corps de garde pour la garnison de la ville. Réaménagé en 1989, il comprend une grande salle, la salle Roger Salengro, d'environ 460 places, une petite salle d'une centaine de places et une salle de répétition. Issu de l'équipe de « la Salamandre » de Gildas Bourdet, le théâtre du Nord a ensuite été dirigé par Daniel Mesguich de 1991 à 1998 puis par Stuart Seide.
Construit à la veille de la Première Guerre mondiale, après l'incendie de la nouvelle comédie, l'Opéra de Lille a été profondément rénové et modernisé entre 1998 et 2004. Doté d'une salle à l'italienne, il comprend six loges d'avant-scène et quatre niveaux de galeries et propose 1 138 places. Il présente chaque année une quinzaine de spectacles du répertoire lyrique, de danse et de musique. Il accueille également des artistes en résidence, dont le chœur de l'Opéra de Lille, qui participent à la programmation.
Construit en 1903 et restauré en 1997 et 1998, le Théâtre Sébastopol est la seconde grande scène de Lille avec 1 450 places qui lui permettent notamment d'accueillir des spectacles populaires, de théâtre ou d'opérette mais aussi de variété.
Plus récemment, en 2004, le théâtre Le Prato s'est installé dans la Filature, ancienne usine textile située dans le quartier de Moulin. Dirigée par Gilles Defacque, la troupe propose des one-man-show burlesques, mais également des pièces de théâtre plus complexes ainsi que des spectacles de cabarets et de variétés auxquels participent de nombreux artistes extérieurs.
La Barraca Zem c’est le théâtre jeune public de Lille. Un lieu multi-culturel où se croisent les arts du monde, théâtre, danses et musiques brésiliennes, capoeira, théâtre amateur, zumba, yoga, taï-chi, sophrologie, rencontres conviviales autour de la cuisine, du bien-être et rendez-vous brésilien.
Le Théâtre Massenet, situé dans le quartier de Fives, a pour mission première le soutien et l’accueil de création de théâtre contemporain, en proposant des résidences et des temps de représentation à des compagnies majoritairement émergentes. Ce lieu propose une programmation pour tous types de publics, d'âges, de milieux sociaux différents.
Le jeune public dispose aussi d'un lieu qui lui est dédié avec Le Grand Bleu, centre dramatique national pour l'enfance et la jeunesse qui propose des spectacles de théâtre, de danse, de cirque, de marionnettes, de hip-hop, etc..
Lille possède également une école de théâtre, l'École professionnelle supérieure d'art dramatique (EPSAD), créée en 2003, installée dans le quartier des Bois-Blancs et une école de cirque, le Centre régional des arts du cirque, situé à Lomme.
Lille compte par ailleurs de nombreuses salles de spectacle privées telles que le Zénith de Lille (7 000 places) ou encore l'Aéronef et le Biplan, acteurs de la scène rock lilloise.

## Musique
C'est au cours du XVIIIe siècle que le goût pour la musique connait une forte expansion à Lille. Elle est notamment marquée par la création de la Société du Concert par le duc de Boufflers en 1726, puis, à sa suite, par de nombreuses autres sociétés de concert.
Le Conservatoire National de Région de Lille est l'héritier de l'Académie de musique de Lille créée en 1803. Il a obtenu le label Conservatoire à rayonnement régional en 2006. Animé par une équipe de 120 enseignants, il accueille plus de 2 000 élèves et étudiants auxquels il dispense des cours de musique, de danse et d'art dramatique. Doté d'un auditorium de 400 places, il donne des concerts tous les jeudis.

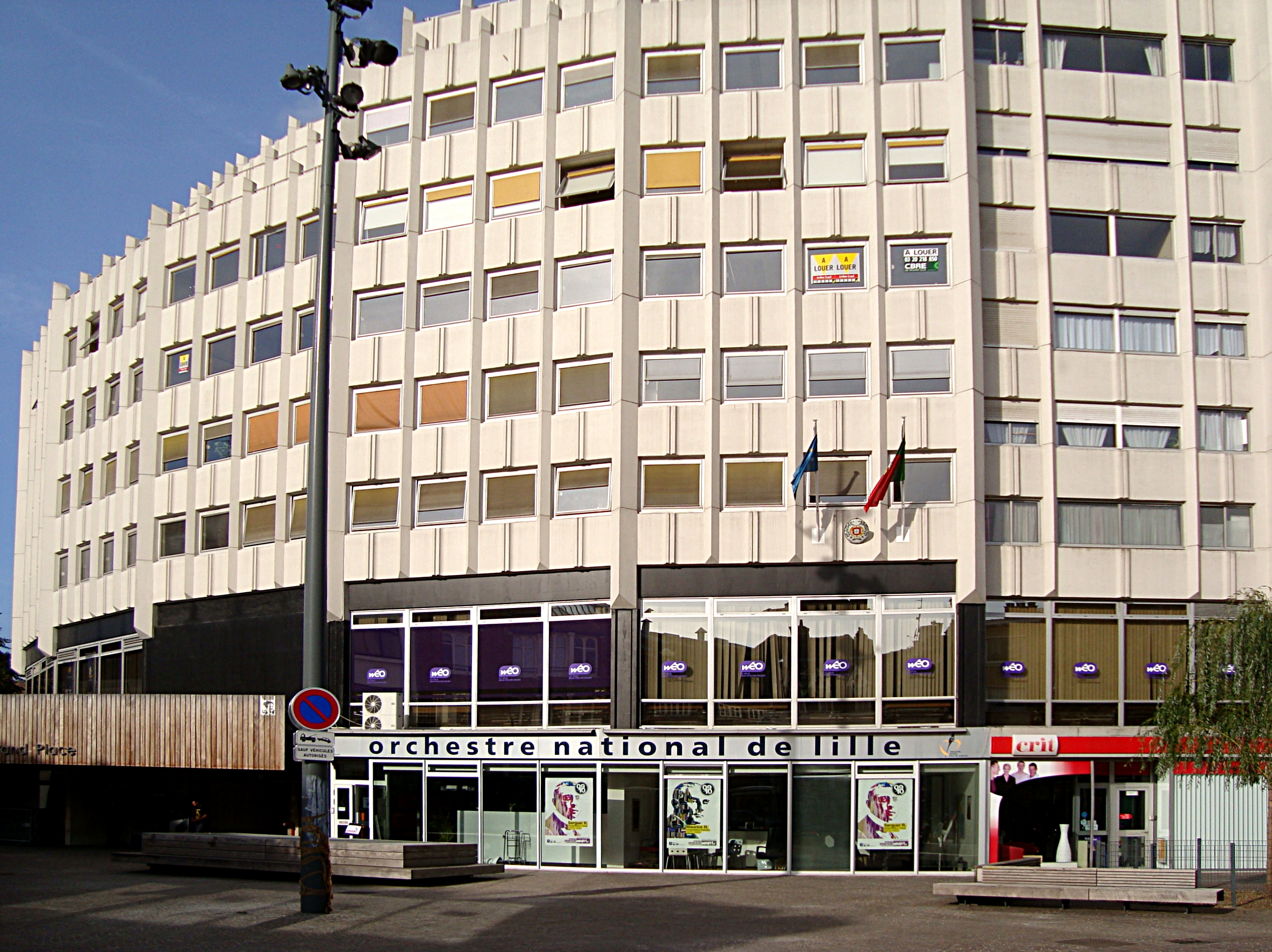
Les locaux de l'Orchestre National de Lille

Issu de l'ancien orchestre de l’ORTF Nord Pas-de-Calais, l'orchestre philharmonique de Lille, devenu Orchestre national de Lille en 1980, a été créé en 1976 avec l'aide de la région par son directeur et chef d'orchestre principal, Jean-Claude Casadesus. L'orchestre compte près d'une centaine de musiciens et est logé dans les bâtiments du Nouveau-Siècle à Lille, où il dispose d'un auditorium de 2 000 places. Il accueille également des chefs d'orchestre invités et des compositeurs en résidence (Thierry Escaich, Bernard Cavanna, Bruno Mantovani, etc.) L'orchestre donne environ 120 concerts par an, dans toute la région, mais aussi en tournées nationales et internationales. Il est notamment l'auteur d'une importante discographie.
Dans un tout autre registre, une musique populaire typiquement lilloise voit le jour au début du XVIIIe siècle avec les chansons burlesques patoisantes de François Cottignies. Cette veine se développe considérablement au cours du XIXe siècle, de très nombreuses chansons étant composées, imprimées et vendues, soit par des sociétés amicales à l'occasion du carnaval, soit au bénéfice du Parti ouvrier lors des élections ou de mouvements de grève. Elle donnera naissance à une tradition de chansons ch'ti qui est restée vivace jusqu'au milieu du XXe siècle, parmi lesquelles le P'tit Quinquin d'Alexandre Desrousseaux, véritable hymne de la ville sonné toutes les heures par le carillon du beffroi de la chambre de commerce, reste la plus connue.
Enfin, bien qu'elle atteigne rarement à une notoriété nationale, la scène rock lilloise présente une certaine diversité, parfois héritière de la verve parodique de la musique populaire traditionnelle, avec des groupes comme Buzz, Gronibard, Hynner, Les Blaireaux, Les Fils de Sammy, Loudblast, Open Road, The Bilbocks, Curry & Coco, Stocks ou Unswabbed.

### Liste des salles de spectacles
- Le Zénith de Lille
- Le Tri Postal, lieu de spectacle et d'exposition de 5 500 mètres carrés sur 3 niveaux
- Le Théâtre du Nord
- L’Opéra, théâtre « à l’italienne », sis place du théâtre, bâtiment néo-classique (1907-1923 par Louis Marie Cordonnier)
- Le Théâtre Sébastopol
- Les « Maisons Folies », issues de la manifestation culturelle « Lille 2004 Capitale européenne de la culture »
- Le Grand Bleu, Établissement National de Production et de Diffusion Artistique tourné principalement vers les publics jeunes (théâtre, danse, cirque, marionnettes, hip-hop…)
- Le Prato, théâtre international de quartier
- Le théâtre la Licorne, qui associe comédiens et plasticiens
- La Malterie, qui comprend une salle de spectacle et une salle d'exposition
- Le Théâtre de la Verrière
- Le Zem Théâtre
- Le Grand Sud
- Le Nouveau-Siècle (Auditorium)
- Le Chapitô
- Le Splendid
- L'Aéronef
- Théâtre du Casino Barrière
- Comédie de Lille
- La Boîte à rire
- Le Spotlight
- La Barraca Zem, théâtre jeune public[12]
- Le Théâtre Massenet, soutien et accueil de création de théâtre contemporain [13]

### Scène lilloise
La scène lilloise est très active avec de nombreux groupes qui se produisent dans des salles de concerts comme l'Aéronef de Lille, le Splendid, La Malterie, …

## Vie nocturne
Accueillant en ses murs de nombreux étudiants, Lille connait une vie nocturne bouillonnante.
Autrefois partie intégrante de la culture ouvrière, la fréquentation des cafés et des bars est aujourd'hui essentiellement le fait des jeunes et des étudiants depuis que la plupart des usines ont mis la clé sous le paillasson.
La bière (belge en premier lieu) est de loin la boisson la plus consommée sur les comptoirs lillois.
La vie nocturne lilloise peut être divisée en deux secteurs géographiques distincts :
- Le secteur Masséna-Solférino doté d'une quantité impressionnante de bars et de cafés en tout genre et fréquenté par une population largement estudiantine.
- Le Vieux-Lille avec des établissements branchés voire gay-friendly et accueillant une population plus âgée.

Il y a relativement peu de discothèques à Lille, de nombreux jeunes préférant fréquenter les méga-dancings belges. L'agglomération lilloise connait ainsi tous les week-ends un véritable exode de sa jeunesse vers les clubs belges.

## Gastronomie

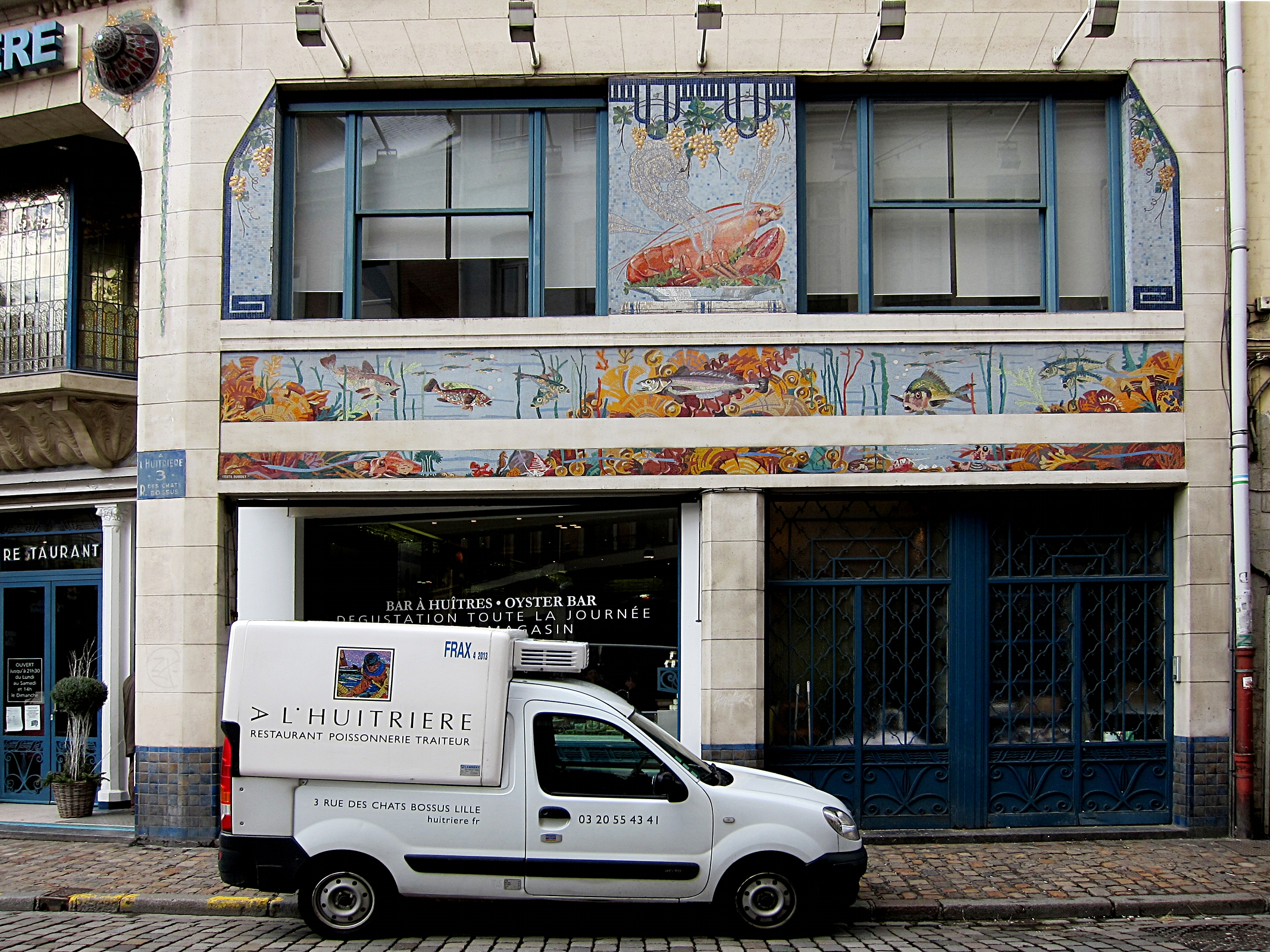
La façade Art déco du restaurant L'Huitrière

La cuisine de la région montre plusieurs influences : cuisine flamande, cuisine au beurre d'influence picarde et normande, cuisine de la mer grâce à la proximité des côtes de la Mer du Nord ainsi que quelques héritages du voisin anglais.
Autrefois important centre brassicole avec de nombreuses marques locales présentes dans ses cafés (telles que Pelforth, Pélican, Semeuse ou Coq Hardi), Lille et ses environs n'accueillent quasiment plus de brasseries sur son territoire. La plupart ont soit fermé leurs portes dans les années 1970 et 80, soit été englouties dans un grand groupe tel Pelforth dans Heineken. Des brasseries artisanales existent toujours ou ont été créées dans les environs de Lille mais la consommation de leurs productions reste marginale. La culture de la bière reste néanmoins fortement ancrée dans les mœurs lilloises même si la majeure partie de la production brassicole consommée dans les cafés ou à domicile est d'origine belge, alsacienne ou néerlandaise.
Ainsi, trois plats régionaux accompagnent et, parfois, utilisent la bière :
- la carbonade flamande, ragoût de bœuf mijoté à la bière, souvent agrémenté de pain d'épices ;
- le potjevleesch, terrine de quatre viandes blanches prises en gelée ;
- le waterzoï, pot-au-feu de volaille ou de poisson à la crème et aux petits légumes.

Le petit salé lillois, équivalent du potjevleesch réalisé uniquement à base de maigre de jambon, et les moules-frites, plat obligé de la grande braderie de Lille, font également partie du patrimoine culinaire de la ville.
Parmi les fromages, Lille compte une spécialité avec le vieux-lille, fromage à pâte molle à croûte lavée proche du maroilles.

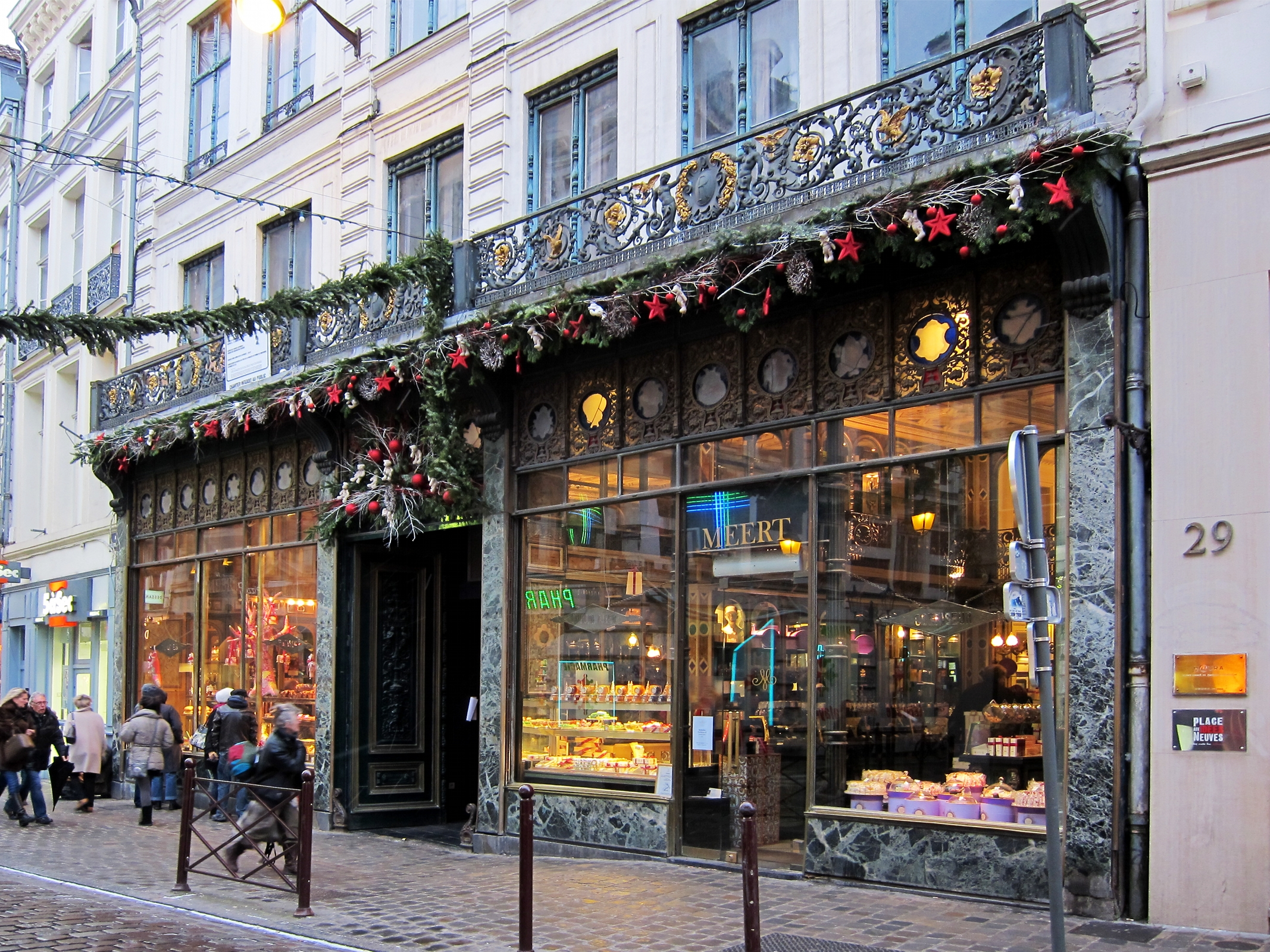
La pâtisserie Méert, où Madame de Gaulle mère aimait, dit-on, acheter ses gaufres lilloises

De nombreuses sucreries sont réalisées à base de vergeoise, qu'il s'agisse de la tarte au sucre, des gaufres fourrées ou des babeluttes de Lille.
Comme dans le reste de la région, la consommation de café est très importante tout au long de la journée. Il existe toujours diverses marques locales ainsi que de petites entreprises de torréfaction à Lille et dans ses environs.
La liqueur traditionnelle est le genièvre, autrefois massivement consommé dans les estaminets. Il est aujourd'hui encore distillé dans les villes voisines de Loos et de Wambrechies. Le genièvre était parfois mélangé au café, donnant alors une "bistouille".
En corollaire à la résurgence de la culture régionale et à la mise en valeur du patrimoine historique local depuis une dizaine d'années, de nombreux restaurants régionaux et estaminets ont ouvert leurs portes afin de profiter de cette vague régionaliste. Mais à côté de ces nombreux restaurants et estaminets qui proposent notamment des spécialités régionales, Lille compte aussi quelques grandes tables qui, sans en faire une capitale gastronomique, contribuent à élargir l'étendue de la gastronomie locale. En 2009, deux restaurants lillois sont crédités d'une étoile au guide Michelin (Philippe Lor pour l'Huîtrière et Jean-Luc Germond pour le Sébastopol).

### Liste des spécialités
- Les boulettes d’Avesnes, la boule de Lille, le vieux-lille, le maroilles (fromages)
- La carbonade flamande
- La chicorée, et les chicons (ex : soupe aux chicons)
- Le coq à la bière
- Les gaufres fourrées, notamment les gaufres Meerts dont Madame De Gaulle raffolait
- Les moules-frites
- Le pain perdu à la vergeoise
- Le potjevleesch
- Les spéculoos flamands
- La tarte à la bière
- La tarte au sucre
- Le waterzooï de poulet (« La bouillabaisse flamande » même s’il n'y a pas de poisson dans ce plat)
- Le welsh rarebit
- La 3 monts, la Ch’ti, la Vieux-Lille (bières)
- Le Chtilà Cola (altercola lancé en 2004)

## Folklore
Traditionnel :
- Le picard ou ch’timi (une des deux langues régionales) est indissociable du folklore lillois ;
- la chanson patoisante du P'tit Quinquin est devenue l’hymne des Lillois. Elle fut écrite en 1853 par Alexandre Desrousseaux. Son véritable titre est « L’Canchon-Dormoire » ; en d’autres termes : la berceuse. Elle est interprétée par le beffroi de la Bourse pour sonner les heures.
- la braderie accueille chaque première fin de semaine de septembre plus de deux millions de visiteurs. Tout s’y vend et tout s’y achète depuis le Moyen Âge où les valets de chambres avaient le droit de vendre une fois par an les vieux habits et objets de leurs maîtres. On y déguste le célèbre « moules-frites » ;
- Les processions de géants, dont Lydéric et Phinaert, Raoul de Godewarsvelde ou Narcisse
- La Saint Nicolas reste une fête majeure en Flandre et particulièrement à Lille[réf. nécessaire].

Plus récemment :
- La distribution annuelle du Ch’ti, guide de la métropole lilloise depuis 1973 ;
- Le Festival annuel de la soupe (Louche d'or) dans le quartier de Wazemmes depuis 2000